# Легенда (серіал, 2021)
«Легенда» (тур. Destan) — турецький телесеріал 2021 року у жанрі історичної драми та створений компанією Bozdağ Film. В головних ролях — Ебру Шахін, Едіп Тепелі.
Перша серія вийшла в ефір 23 листопада 2021 року.
Серіал має 1 сезон. Завершився 28-м епізодом, який вийшов у ефір 15 вересня 2022 року.
Режисер серіалу — Емір Халілзаде, Фетхі Байрам, Метін Гюнай.
Сценарист серіалу — Нехир Ердем, Айше Ферда Ерилмаз.

## Сюжет
У 8 столітті в Середній Азії, ще не охоплених ісламом землях, панує дика епоха. Китай направив свої війська на Туреччину, а в пастці чекають варяги, монголи, согдійці та перси. Турецькі ханства, що беруть початок від одних кровних предків, нападають один на одного. Між турецькими Гекським Ханством та Дагським Ханством існує ворожнеча. У цей час Алпагу-Хан, великий хан Гекського ханства, вирішує взяти дочку свого брата Кирчичег, в якості нареченої свого сина-інваліда Батуги. В цей час дівчинка-сирота, яка поклялася стати кігтем двоголового вовка Аккиз потрапляє в палац і стає Батузі спільником. Розпочинається складна і заплутана боротьба за об'єднання всіх тюркських племен.

## Актори та ролі
| Актор                  | Роль               |
| ---------------------- | ------------------ |
| Ебру Шахін             | Аккиз              |
| Едіп Тепелі            | Батуга Тегін       |
| Селім Байрактар        | Альпагу Хан        |
| Еліф Доган             | Туткун             |
| Теоман Кумбараджибаши  | Баламір Ябгу / Бег |
| Деніз Барут            | Улу Едже / Вера    |
| Іпек Карапінар         | Чолпан Хан / Хатун |
| Бурак Тозкопаран       | Темур Тегін / Шад  |
| Бусе Мерал             | Сирма              |
| Бурак Беркай Акгюль    | Кая Тегін          |
| Ахмет Олгун Сюнір      | Яман               |
| Альпер Дюзен           | Даніс Ата          |
| Еджем Сена Баїр        | Гюнселі Хатун      |
| Есра Кіліч             | Мей Джін           |
| Хілал Уйсун            | Тілсім             |
| Еврен Ерлер            | Чалаир             |
| Фарук Аран             | Кузу Бег           |
| Берна Учкалелер        | Ефіл               |
| Онур Єнідуня           | Еврен Альп         |
| Дорук Шенгезер         | Окте               |
| Доганай Унал           | Юла Бег            |
| Енгін Бенлі            | Обар               |
| Умут Темізаш           | Камаз              |
| Озгюр Коч              | Марсур             |
| Айхан Ішик             | Озмен Бег          |
| Гюркан Чолакер         | Кирач              |
| Джихангір Кесе         | Отаче              |
| Мерт Оґют              | Парс               |
| Мехмет Сертакан        | Таянгу Ялвач       |
| Осман Албайрак         | Варгі Бег          |
| Мухаррем Озджан        | Тайдзу             |
| Сека Наз Карабулут     | Ілай               |
| Шахін Ергуней          | Кун Ата            |
| Мюге Дуйгун            | Тільбе             |
| Сема Шимшек            | Аладжа             |
| Мелтем Паміртан        | Йилбек             |
| Канболат Геркем Арслан | Салтук Бег         |

## Сезони
| Сезон | Епізоди | Епізоди | Оригінальний показ | Оригінальний показ | Оригінальний показ |
| Сезон | Епізоди | Епізоди | Перший показ       | Останній показ     | Мережа             |
| ----- | ------- | ------- | ------------------ | ------------------ | ------------------ |
| 1     | 28      | 28      | 23 листопада 2021  | 15 вересня 2022    | atv                |

## Рейтинги серій
| Сезон 1 (2021) | Сезон 1 (2021)  | Сезон 1 (2021) | Сезон 1 (2021) |
| Серія          | Рейтинг (TOTAL) | Рейтинг (AB)   | Рейтинг (ABC1) |
| -------------- | --------------- | -------------- | -------------- |
| 1.             | 8.74            | 4.90           | 7.61           |
| 2.             | 8.51            | 6.18           | 7.59           |
| 3.             | 8.89            | 4.81           | 7.43           |
| 4.             | 8.19            | 4.59           | 6.92           |
| 5.             | 8.28            | 4.70           | 6.87           |
| 6.             | 8.55            | 4.75           | 6.90           |
| 7.             | 7.60            | 4.36           | 6.64           |
| 8.             | 8.10            | 5.08           | 6.95           |
| 9.             | 7.72            | 4.03           | 6.31           |
| 10.            | 6.93            | 4.24           | 6.05           |
| 11.            | 7.52            | 4.04           | 6.77           |
| 12.            | 6.88            | 3.77           | 6.05           |
| 13.            | 7.35            | 3.79           | 6.29           |
| 14.            | 7.26            | 3.96           | 6.25           |
| 15.            | 6.74            | 3.31           | 5.25           |
| 16.            | 6.62            | 3.60           | 5.77           |
| 17.            | 6.43            | 3.52           | 5.29           |
| 18.            | 5.89            | 3.15           | 5.25           |
| 19.            | 5.77            | 3.70           | 5.20           |
| 20.            | 5.22            | 3.51           | 4.82           |
| 21.            | 4.87            | 3.60           | 4.43           |
| 22.            | 4.97            | 2.96           | 4.52           |
| 23.            | 5.04            | 3.40           | 4.43           |
| 24.            | 5.26            | 3.09           | 4.68           |
| 25.            | 4.52            | 2.37           | 3.64           |
| 26.            | 3.72            | 2.28           | 3.26           |
| 27.            | 3.32            | 1.80           | 2.89           |
| 28. (фінал)    | 2.55            | 1.16           | 2.00           |

## Нагороди
| Рік  | Премія                       | Категорія             | Номінант                | Результат |
| ---- | ---------------------------- | --------------------- | ----------------------- | --------- |
| 2022 | 48. Премія «Золотий метелик» | Найкраща пара серіалу | Ебру Шахін, Едип Тепели | Номінація |